# うらわ美術館
うらわ美術館（うらわびじゅつかん）は、埼玉県さいたま市浦和区仲町二丁目にあるさいたま市の公立（市立）美術館である。

## 概要
JR東日本浦和駅西口から徒歩7分の場所に位置する浦和センチュリーシティ内3階に所在する。
本にまつわる美術作品を収蔵作品の中心に据えているため、しかけ絵本などの本の形をした収蔵作品も多い。また、浦和画家に関する収蔵作品もある。企画展を中心に作品の展示をし、常設展は無い。
うらわ美術館は展覧会などがあると、こどもニュース（展覧会用パンフレット）として、「うらびい」というパンフレットを配布している。

## 浦和センチュリーシティ（建物）
うらわ美術館が入居する複合施設の建物内には、美術館のほかに、ホテル（ロイヤルパインズホテル浦和）やレストランなどが入っている。地下にはさいたま市都市整備公社が運営する有料駐車場がある（うらわ美術館は駐車場を保有していないため、駐車料金の割引は適用されない）。建物は20階建てで、ホテルからは、埼玉県庁やさいたま市役所、浦和駅など浦和の景色を一望できる。
浦和センチュリーシティの１階にはエントランス広間があり、広間の天井には、シャンデリアが飾られている。

## 主な収蔵作品
- 田中保 「マドロナの影」（1915年）
- 三尾彰藍

## 歴史
- 1999年（平成11年）10月1日 - 浦和センチュリーシティ竣工式。
- 2000年（平成12年）4月29日 - 浦和市によりうらわ美術館が開業、営業開始。